# Berliner Weisse

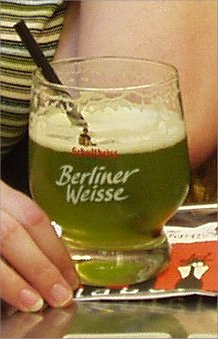
Berliner Weisse med Waldmeister-smak.

Berliner Weisse är ett veteöl och en specialitet för Berlin och som ofta dricks mer som en drink än som öl.
Berliner Weisse serveras sålunda ofta blandat med saft av hallon eller myskmadra (tyska Waldmeistergeschmack) för att få bort lite av den något syrliga smaken och för att ge ölet en spektakulär färg. Ölet blir vid blandningen rött eller grönt beroende på vilken saft man väljer. Då ölen blandats med sådan saft kallas det för Weiße mit Schuss. Ölet bör drickas kylt till 8-10° C. En annan variant fås om ölet blandas med litet snaps som till exempel Kümmel eller Korn, blandningen kallas för Weiße mit Strippe. I Tyskland är Berliner Weiße ett registrerat varumärke, och ibland används benämningen Berliner Weißbier när man vill tala om ölstilen i sig.[källa behövs]
Berliner Weisse omnämns första gången 1642 av den tyske doktorn J.S. Elsholz som en förädling av ölet Broihans från Halberstadt. Under trettioåriga kriget klagade Albrecht von Wallenstein i ett brev till sin underordnade, kaptenen Arnim von Botizenburg, över att det var svårt att släcka törsten eftersom han inte stod ut med smaken av "vanligt" öl. Detta berodde på att Berlin till följd av kriget inte kunde få tag på nog med vete så att det räckte även till bryggning. Under 1800-talet var Berliner Weisse den populäraste drycken i Berlin.
Berliner Weisse tillhör skatteklassen Schankbier, med en stamvörtstyrka av 7–8 grader Plato och en alkoholhalt av mellan 0,5 och 2,6 volymprocent.